# 院内会派
院内会派（いんないかいは）とは、議会・議院において、活動を共にする複数の議員で結成される会派。

## 日本の院内会派

### 国会の院内会派
概要・制度
国会の各議院において、活動を共にする国会議員2人以上で結成する団体。院内団体とも呼ばれる。国会法等の法律では単に「会派」と呼ばれる。院内の構成単位はあくまでも会派であり、政党ではない。
衆参両院とも、慣例により議長と副議長は会派を離脱することになっている。
衆議院・参議院の各院内では、理念や政策を共有する議員が集まって院内会派を作り、議会活動を共に行う。会派の所属議員数によって、委員会の議席数や、発言・質問の時間配分、法案提出権などが左右されるため、政党とは違ったメンバーで構成されることもある。無所属で当選した者が政党会派に参加したり（後述）、無所属同士で便宜的に会派を結成することもある。人数要件を満たせば、院内交渉団体になることができる。
なお、所属議員が1人だけの会派（俗に「一人会派」）は制度上認められず、無所属（参議院にあっては「各派に属しない議員」）扱いとなる。ただし、当該無所属議員の所属する政党等が政治資金規正法上の政治団体に該当する場合は、国会における各会派に対する立法事務費の交付に関する法律（昭和28年法律第52号）の適用に限り会派と同等とみなされ、一人会派に対しても立法事務費が支給される（みなし会派）。
会派の枠組み
少しでも院内の発言力を高めるため、複数政党によって、あるいは政党と無党籍議員によって、統一会派がしばしば組まれる。
統一会派とは逆に、1つの政党が党内対立のため会派を分裂させる例がある（後述）。
会派の名称
- 政党名と一致させる例
- 無党籍議員のくくりを示す名称の例
  - 無所属懇談会[6]
  - 無所属クラブ
- 政党名に無党籍議員のくくりを示す名称を加える例、政党名あるいは無党籍議員のくくりを示す名称を連記する例
  - 国民新党・そうぞう・無所属の会
多くの場合、「無所属の会」は無所属議員が会派に入った時に使われる便宜上の名称だが、1998年から2004年の間はこの名称の政党が存在した。
  - 民主党・新緑風会・国民新・日本
連記の場合は、その区切りには中黒「・」が用いられる慣例となっているが、2019年9月に立憲民主党・国民民主党などによる統一会派が結成された際には、国民民主党と新緑風会が一体であることを強調するため会派名は「立憲・国民.新緑風会・社民」となり、中黒ではなくドット「．」が用いられることとなった[7]。
- 政党名に分派を示す名称を加える例
  - 民主党 (日本 1947-1950)がいわゆる「野党派」と「連立派」に分裂した際は、衆議院議院運営委員会の裁定により、同院の会派名称が、院内で会派が利用する議員控室の部屋番号にちなんで、「第九控室民主党」と「第十控室民主党」となった[8]。
  - 日本社会党が右派と左派に分裂した際も、前述の例に倣い、衆院会派名称が「日本社会党」「日本社会党第二十三控室」[9]、参院会派名称が「日本社会党第三控室」「日本社会党第二控室」[6][10]（のちにそれぞれ「日本社会党第二控室」「日本社会党第四控室」[6][11]に変更）となった。
- 政党名を用いず統合的・単一的・象徴的な名称とする例
  - 第十七控室
1955年から1959年にかけて存在した参議院の会派[6]。議員控室の部屋番号をそのまま会派名とした。
  - 緑風会
  - 平成会

会派の略称
参議院の公式サイト上では会派名表記の際2文字の略称が用いられているが、「立憲・国民.新緑風会・社民」は2020年9月の解消まで略称が決まらず、同欄が空欄となる異例の事態となっていた。

#### 衆議院の院内会派
|                       |                          |                                                                 |              |        |  |
| 会派名                | 会派名                   | 所属党派                                                        | 党派別議員数 | 議席数 |  |
| 与党                  | 与党                     | 与党                                                            | 与党         | 220    |  |
|                       | 自由民主党・無所属の会   | 自由民主党                                                      | 194          | 196    |  |
| 無所属                | 自由民主党・無所属の会   | 2                                                               |              | 196    |  |
|                       | 公明党                   | 公明党                                                          | 24           | 24     |  |
| 野党                  | 野党                     | 野党                                                            | 野党         | 241    |  |
|                       | 立憲民主党・無所属       | 立憲民主党                                                      | 147          | 148    |  |
| 社会民主党            | 立憲民主党・無所属       | 1                                                               |              | 148    |  |
|                       | 日本維新の会             | 日本維新の会                                                    | 38           | 38     |  |
|                       | 国民民主党・無所属クラブ | 国民民主党                                                      | 28           | 28     |  |
|                       | れいわ新選組             | れいわ新選組                                                    | 9            | 9      |  |
|                       | 日本共産党               | 日本共産党                                                      | 8            | 8      |  |
|                       | 有志の会                 | 無所属                                                          | 4            | 4      |  |
|                       | 参政党                   | 参政党                                                          | 3            | 3      |  |
|                       | 日本保守党               | 日本保守党                                                      | 3            | 3      |  |
| 無所属                | 無所属                   | 無所属                                                          | 無所属       | 4      |  |
|                       | 無所属                   | 議長：額賀福志郎（自由民主党） 副議長：玄葉光一郎（立憲民主党） | 2            | 4      |  |
| 無所属                | 無所属                   | 2                                                               |              | 4      |  |
| 合計                  | 合計                     | 合計                                                            | 合計         | 465    |  |
| 表示 ノート 編集 履歴 |                          |                                                                 |              |        |  |

#### 参議院の院内会派
|                       |                        |                                                             |              |              |              |        |
| 会派名                | 会派名                 | 所属党派                                                    | 党派別議員数 | 議席数       | 議席数       | 議席数 |
| 会派名                | 会派名                 | 所属党派                                                    | 党派別議員数 | 第25回 選出  | 第26回 選出  | 合計   |
| 与党                  | 与党                   | 与党                                                        | 与党         | 与党         | 与党         | 140    |
|                       | 自由民主党             | 自由民主党                                                  | 113          | 51           | 62           | 113    |
|                       | 公明党                 | 公明党                                                      | 27           | 14           | 13           | 27     |
| 野党                  | 野党                   | 野党                                                        | 野党         | 野党         | 野党         | 91     |
|                       | 立憲民主・社民・無所属 | 立憲民主党                                                  | 37           | 21           | 16           | 41     |
| 社会民主党            | 立憲民主・社民・無所属 | 2                                                           | 1            | 1            |              | 41     |
| 無所属                | 立憲民主・社民・無所属 | 2                                                           | 1            | 1            |              | 41     |
|                       | 日本維新の会           | 日本維新の会                                                | 18           | 6            | 12           | 18     |
|                       | 国民民主党・新緑風会   | 国民民主党                                                  | 9            | 4            | 5            | 12     |
| 無所属                | 国民民主党・新緑風会   | 3                                                           | 1            | 2            |              | 12     |
|                       | 日本共産党             | 日本共産党                                                  | 11           | 7            | 4            | 11     |
|                       | れいわ新選組           | れいわ新選組                                                | 5            | 2            | 3            | 5      |
|                       | NHKから国民を守る党    | 無所属                                                      | 2            | 1            | 1            | 2      |
|                       | 沖縄の風               | 無所属                                                      | 2            | 1            | 1            | 2      |
| 無所属・欠員          | 無所属・欠員           | 無所属・欠員                                                | 無所属・欠員 | 無所属・欠員 | 無所属・欠員 | 17     |
|                       | 各派に属しない議員     | 議長: 関口昌一（自由民主党） 副議長: 長浜博行（立憲民主党） | 2            | 2            | 0            | 9      |
| 参政党                | 各派に属しない議員     | 1                                                           | 0            | 1            |              | 9      |
| 無所属                | 各派に属しない議員     | 6                                                           | 4            | 2            |              | 9      |
|                       | 欠員                   |                                                             |              |              |              |        |
| 神奈川                | 1                      | 1                                                           | 0            | 1            |              |        |
| 東京                  | 3                      | 2                                                           | 1            | 3            |              |        |
| 愛知                  | 1                      | 1                                                           | 0            | 1            |              |        |
| 大阪                  | 1                      | 1                                                           | 0            | 1            |              |        |
| 兵庫                  | 1                      | 1                                                           | 0            | 1            |              |        |
| 和歌山                | 1                      | 1                                                           | 0            | 1            |              |        |
| 合計                  | 合計                   | 合計                                                        | 合計         | 124          | 124          | 248    |
| 表示 ノート 編集 履歴 |                        |                                                             |              |              |              |        |

#### 備考
会派の名称及び順序は、衆議院及び参議院の公式サイトにおける表記の例に従う。
いわゆる統一会派について、構成員の政党・政治団体への所属が明らかである場合には、内訳をその人数順に付記する（ただし、無党籍者は末尾とする）。
「無所属」「各派に属しない議員」については、内訳を正副議長、政党・政治団体所属者（人数順）、無党籍者の順に付記する。

### 帝国議会の院内会派

#### 貴族院の院内会派
大日本帝国憲法下に存在した貴族院は、華族や勅選議員を中心として政党色を排除する形で形成されていった。そのため、貴族院議員は政党には属さずに貴族院内にあった院内会派に属していた。院内会派は当初は爵位などの身分別に形成されるものが多かったが、次第に最大会派の研究会とこれに対抗する複数の中小会派によって構成されるようになっていった。政党政治に否定的な研究会は次第に院外にも発言力を強め、清浦内閣では国民の選挙の洗礼を受けた政党に代わって事実上の単独与党化（政友本党が閣外協力）したために第2次護憲運動が起きるきっかけとなった。
1940年（昭和15年）に新体制運動により衆議院の既成政党が解消され無党派時代を迎え、貴族院でも会派存続が問題されたが、院内会派は政党ではないことから解消することなく、貴族院停会まで会派は存続した。大政翼賛会への参加は任意とされ、当時の二大会派である研究会・公正会からは多くの参加が見られたが、同成会などは2割ほどの参加に留まった。その後、1940年（昭和15年）5月20日に結成された翼賛政治会への参加状況は、衆議院議員が大半であったのに対し、貴族院議員は8割ほどであった。
なお、日本国憲法制定による貴族院廃止時には研究会・火曜会・交友倶楽部・同和会・同成会・無所属倶楽部の6会派が存在した。

### 地方議会

#### 都道府県議会
- 北海道議会（詳細）
- 青森県議会（詳細）
- 岩手県議会（詳細）
- 宮城県議会（詳細）
- 秋田県議会（詳細）
- 山形県議会（詳細）
- 福島県議会（詳細）
- 茨城県議会（詳細）
- 栃木県議会（詳細）
- 群馬県議会（詳細）
- 埼玉県議会（詳細）
- 千葉県議会（詳細）
- 東京都議会（詳細）
- 神奈川県議会（詳細）
- 新潟県議会（詳細）
- 富山県議会（詳細）
- 石川県議会（詳細）
- 福井県議会（詳細）
- 山梨県議会（詳細）
- 長野県議会（詳細）
- 岐阜県議会（詳細）
- 静岡県議会（詳細）
- 愛知県議会（詳細）
- 三重県議会（詳細）
- 滋賀県議会（詳細）
- 京都府議会（詳細）
- 大阪府議会（詳細）
- 兵庫県議会（詳細）
- 奈良県議会（詳細）
- 和歌山県議会（詳細）
- 鳥取県議会（詳細）
- 島根県議会（詳細）
- 岡山県議会（詳細）
- 広島県議会（詳細）
- 山口県議会（詳細）
- 徳島県議会（詳細）
- 香川県議会（詳細）
- 愛媛県議会（詳細）
- 高知県議会（詳細）
- 福岡県議会（詳細）
- 佐賀県議会（詳細）
- 長崎県議会（詳細）
- 熊本県議会（詳細）
- 大分県議会（詳細）
- 宮崎県議会（詳細）
- 鹿児島県議会（詳細）
- 沖縄県議会（詳細）

#### 特別区議会
- 千代田区議会（詳細）
- 中央区議会（詳細）
- 港区議会（詳細）
- 新宿区議会（詳細）
- 文京区議会（詳細）
- 台東区議会（詳細）
- 墨田区議会（詳細）
- 江東区議会（詳細）
- 品川区議会（詳細）
- 目黒区議会（詳細）
- 大田区議会（詳細）
- 世田谷区議会（詳細）
- 渋谷区議会（詳細）
- 中野区議会（詳細）
- 杉並区議会（詳細）
- 豊島区議会（詳細）
- 北区議会（詳細）
- 荒川区議会（詳細）
- 板橋区議会（詳細）
- 練馬区議会（詳細）
- 足立区議会（詳細）
- 葛飾区議会（詳細）
- 江戸川区議会（詳細）

#### 政令指定都市議会
- 札幌市議会（詳細）
- 仙台市議会（詳細）
- さいたま市議会（詳細）
- 千葉市議会（詳細）
- 横浜市会（詳細）
- 川崎市議会（詳細）
- 相模原市議会（詳細）
- 新潟市議会（詳細）
- 静岡市議会（詳細）
- 浜松市議会（詳細）
- 名古屋市会（詳細）
- 京都市会（詳細）
- 大阪市会（詳細）
- 堺市議会（詳細）
- 神戸市会（詳細）
- 岡山市議会（詳細）
- 広島市議会（詳細）
- 北九州市議会（詳細）
- 福岡市議会（詳細）
- 熊本市議会（詳細）

## 欧州の院内会派

### ドイツの院内会派
第18被選挙期現在、ドイツ連邦議会には、ドイツキリスト教民主同盟+キリスト教社会同盟（CDU/CSU）・ドイツ社会民主党（SPD）・左翼党（Linke）・同盟90/緑の党（B90/Grüne）の各政党を母体とする4つの院内会派が存在している。連邦議会の院内会派に関する規定はドイツ連邦共和国基本法40条に定めがある。人数要件としては議員総数の5%以上であり、これに満たない場合でも、3名以上の連邦議員をもってグルッペ (de:Gruppe) と呼ばれる院内団体を申請し成立させることは可能であるが、その権限は院内会派より制限される。
また、ハンブルク・ブレーメン・ベルリンの3つの都市を含む16の連邦州の州議会やノルトライン＝ヴェストファーレン州・ニーダーザクセン州の小規模な公共団体の意思決定機関においても院内会派が存在する。
旧東ドイツでも人民議会では複数の政党が存在したが、人民議会そのものが対外的な民主主義を標榜するための名目的な存在であった。したがって議会内に10あった院内会派も形式的であり、実際の議会政治を運営するための意味はもっておらず、ドイツ社会主義統一党（SED）中央委員会の独裁化を統制するための補助機関にしかすぎなかった。SEDによる一党独裁制崩壊後の1990年に行われた最初で最後の人民議会自由選挙において、多くの政党・政治団体が乱立したが、選挙後は独自の院内会派を形成する間もなく、議会内の課題は速やかなドイツ再統一へ向けた東ドイツの州制度再編と通貨・経済・社会同盟の創設に関する国家条約に集約されたために可及的にドイツ連邦議会内における院内会派のモデルへと淘汰された。